# CzechTek
Le CzechTek est un festival de techno organisé en Tchéquie, tous les ans entre 1994 et 2006 lors du dernier week-end de juillet. Après l'édition de 2006, le festival est arrêté pour des raisons juridiques.

## Histoire

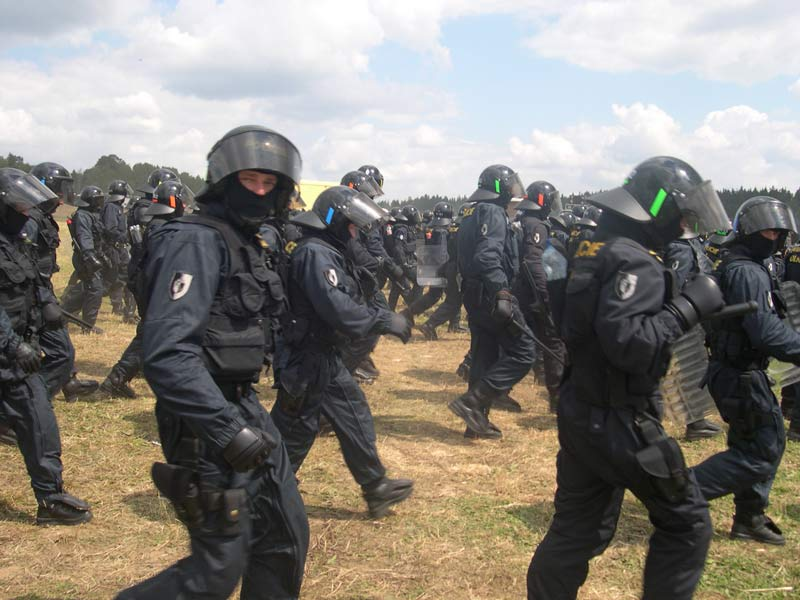
Policiers des brigades spéciales anti-émeute tchèques lors de l'édition 2005.

À ses débuts, le CzechTek est organisé pour quelques dizaines ou quelques centaines de personnes, mais il prend récemment de l'ampleur et réunit des participants venus de toute l'Europe (40 000 personnes en 2003). Organisé sur une base libertaire (pas de propriétaire, pas de directeur, pas de ticket d'entrée mais une contribution libre aux frais du festival) ce festival non-commercial irrite les autorités pour lesquelles manquent un partenaire « concret » et une direction responsable vis-à-vis des lois en vigueur concernant l'organisation d'événements musicaux (hygiène, protection de l'environnement, protection de la propriété privée, droits d'auteur, etc.).
Dès 2004, le CzechTek est dispersé par la police ce qui provoque la colère des organisateurs et des participants qui trouvent exagérées les accusations de dommages créés à l'environnement et à l'ordre public.
Dans son édition 2005, le CzechTek a été le théâtre d'une démonstration de force policière qui a fait deux morts et plusieurs dizaines de blessés et qui aura coûté plus d'un million d'euros  (31,4 millions CZK) au contribuable tchèque. Plus d'un millier de policiers des brigades spéciales anti-émeute tchèques sont intervenus à plusieurs reprises pour expulser les teufeurs du terrain loué pour l'occasion. Le premier ministre Jiří Paroubek déclare aux médias que s'il n'arrivait pas à faire expulser les teufeurs dans les 12 heures, il donnerait sa démission, ce qui semble, à ce jour, être le seul motif de cette action policière brutale (la République tchèque n'ayant pas de lois interdisant de tels rassemblements).
Václav Klaus, le président de la République tchèque, déclare après avoir rencontré le ministre de l'Intérieur Frantisek Bublan : « Je n'ai pas été le témoin d'une attaque de grande envergure contre notre pays, contre son ordre constitutionnel, qui aurait nécessité une telle intervention. » 
Plusieurs manifestations de protestation ont eu lieu à travers l'Europe, notamment devant le ministère de l'Intérieur à Prague, et devant l'Ambassade de Tchéquie en France les 6, 13 et 20 août 2005.

## Programmations
| Date                   | Lieu                                            | Légalité                                         |
| ---------------------- | ----------------------------------------------- | ------------------------------------------------ |
| 28 juillet–? 1994      | Hostomice pod Brdy                              | Site web de l'association disponible en anglais. |
| 26 juillet–? 1995      | Hostomice pod Brdy                              | Juridique                                        |
| 26–28 juillet 1996     | Levée de l'Assemblée générale des Nations Unies | Juridique                                        |
| 25–27 juillet 1997     | Cabane de Stará, près de Dobríš                 | Légale                                           |
| 30 juillet–4 août 1998 | La cabane de Stará, près de Dobríš              | Légale                                           |
| 30 juillet–4 août 1999 | Hradčany nad Ploučnicí près de Ralsko           | Illegal                                          |
| 28 juillet–2 août 2000 | Lipnice près de Třeboň                          | Illégal                                          |
| 27–30 juillet 2001     | Doksy                                           | Illegal                                          |
| 26–31 juillet 2002     | Andělka près de Višňová                         | Légale                                           |
| 25 juillet–3 août 2003 | Letkov près de Kopidlno                         | Légale                                           |
| 30 juillet–3 août 2004 | Boněnov près de Chodová Planá                   | Illégale                                         |
| 29–31 juillet 2005     | Mlýnec pod Přimdou                              | Légale*                                          |
| 27–30 juillet 2006     | Zone militaire de Hradiště                      | Légale                                           |